# Lycée français de Los Angeles
Le Lycée français de Los Angeles est un établissement privé bilingue indépendant, basé à Los Angeles. Il offre un enseignement des classes de maternelle aux classes de lycée.

## Histoire
Le lycée français de Los Angeles a été  fondé par Esther et Raymond Kabbaz en 1964. Il est structuré comme une organisation à but non lucratif.
L'école est accréditée par la Western Association of Schools and Colleges et homologuée par le ministère français de l'Éducation nationale. Elle a un partenariat avec l'Agence pour l'enseignement français à l'étranger.

### Campus de Torrance
En 1980, le lycée a acheté les 2,5 ha du campus de la Parkway School à Torrance, du Torrance Unified School District (EN). En novembre 1989, le lycée a vendu le campus de Torrance à la Manhattan Holding Co. pour $2,65 million. Le campus avait 100 élèves en février 1990.

### Le lycée aujourd'hui

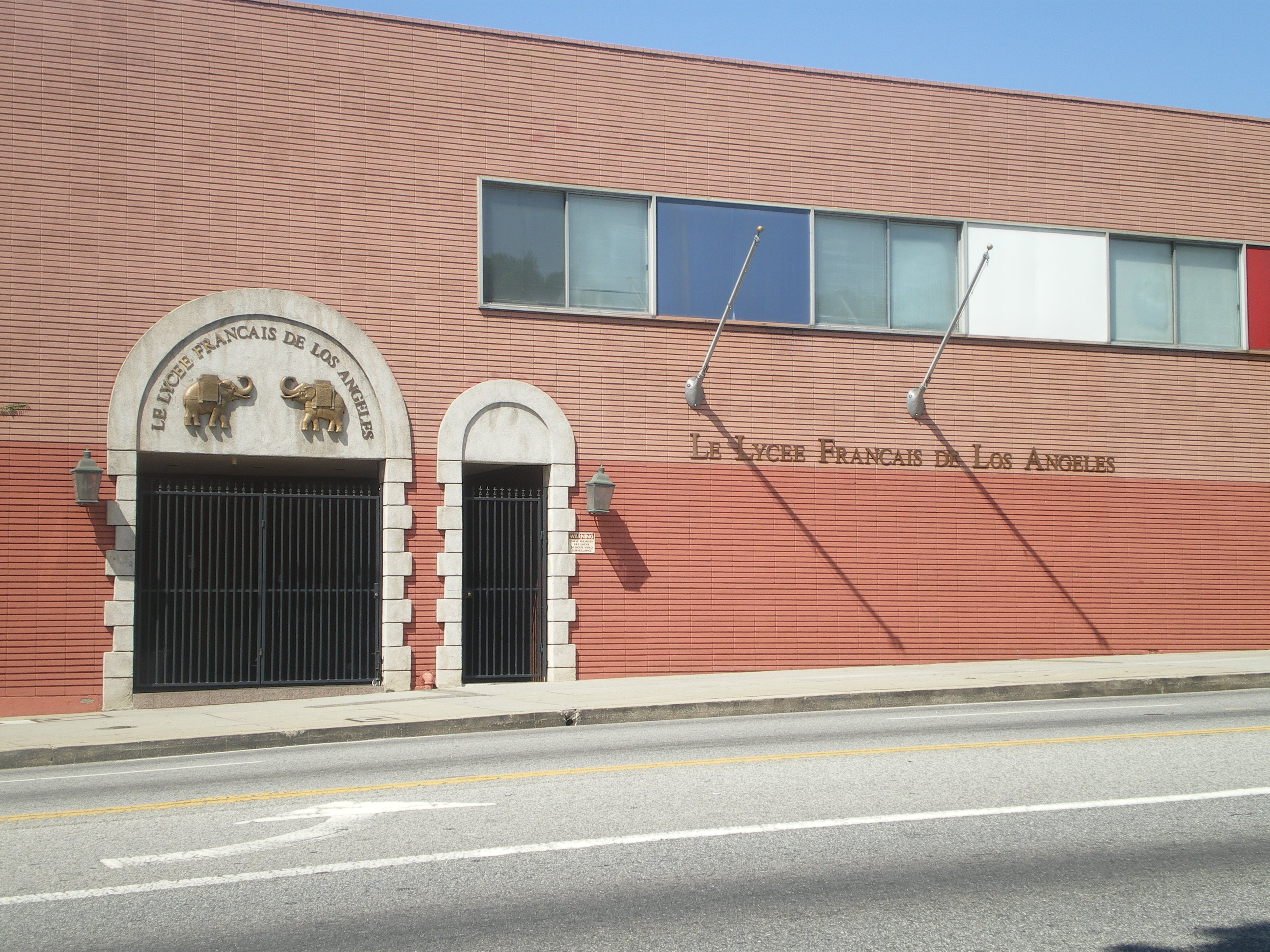
Entrée principale du campus de Century City du lycée français de Los Angeles.

La fille des fondateurs, Clara-Lisa Kabbaz, est actuellement proviseur du lycée, qui compte environ 800 élèves de plus de 55 pays, dont 60 % sont des citoyens américains.

## Programmes
Le programme du lycée français de Los Angeles comprend à la fois une section en anglais avec un programme de préparation pour les universités américaines et une section en français qui prépare les élèves pour le diplôme de baccalauréat général. Il est aussi le centre de la Californie du Sud pour les épreuves du baccalauréat.
Le lycée français de Los Angeles est l'un des premiers établissements aux États-Unis à préparer les élèves au nouvel examen de baccalauréat franco-américain (BFA). Ce diplôme est la combinaison de l'enseignement secondaire américain, à savoir le programme Advanced Placement, avec l'enseignement français. La première session d'examen pour ce baccalauréat a eu lieu en 2011.
L'enseignement renforcé du français et de l'anglais est obligatoire pour tous les élèves.

## Situation et architecture
Le lycée français est composé de cinq campus, situés à l'ouest de Los Angeles, Palms et le Pacific Palisades.

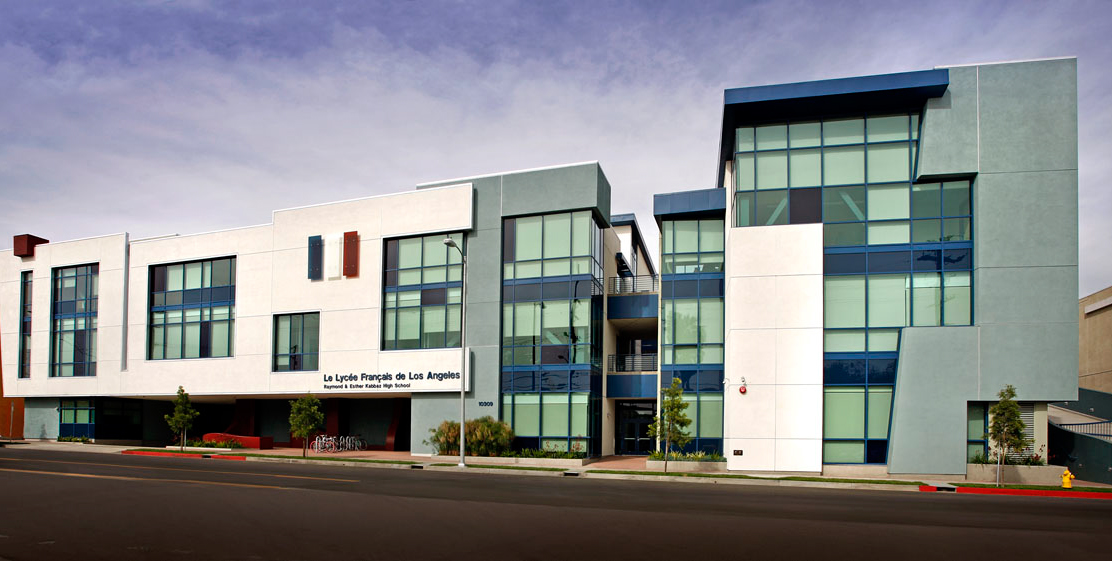
Raymond and Esther Kabbaz High School.

En automne 2009 s'est ouvert un nouveau campus sur le National Boulevard de Cheviot Hills, le « Raymond et Esther Kabbaz High School ». Le coût de construction s'élève à 35 millions de dollars. Il comporte une salle de sport qui est utilisée par les autres campus et où s’entraînent les équipes de basket et volley-ball du lycée.
Le Théâtre Raymond-Kabbaz offre une scène adaptée aux besoins de l'établissement.

## Anciens élèves célèbres
- Christie Brinkley
- Shannen Doherty
- Jodie Foster[4]
- David Hallyday
- Michael Vartan
- Leelee Sobieski
- Kiefer Sutherland
- Tatum O'Neal
- Claire Danes
- Molly Ringwald
- Tania Raymonde
- Kelli Williams
- Mika Boorem
- Thylane Blondeau
- Noah Hathaway
- Juliana Harkavy
- Julia Levy-Boeken